# Luis Donaldo Colosio
Luis Donaldo Colosio Murrieta (Magdalena de Kino, 10 de fevereiro de 1950 — Tijuana, 23 de março de 1994) foi um político e economista mexicano, membro do Partido Revolucionário Institucional, que serviu como deputado, senador, presidente do partido e titular da Secretaria de Desenvolvimento Social do México. Ele foi candidato à presidência do México pelo PRI até seu assassinato em 23 de março de 1994 em Tijuana, Baixa Califórnia.

## Carreira política
Filho de Luis Colosio Fernández e Armida Ofelia Murrieta García, que se estabeleceram no actual estado de Sonora.
Em 1967 começou seus estudos profissionais no Instituto Tecnológico e de Estudos Superiores de Monterrey, a obtenção de um diploma de bacharel em economia em 1972. Ele também estudou mestrado em desenvolvimento rural e economia urbana, entre 1975 e 1976 na Universidade da Pensilvânia e, em 1979, ele conduziu uma estadia de pesquisa na IIASA em Laxenburg, Áustria. Em 1980, ele atuou como professor de Economia na Faculdade de México, UNAM ea Universidad Anahuac na última instituição que conheceu Diana Laura Riojas, com quem se casou em 1982. O casamento nasceram dois filhos, Luis Donaldo (1985) e Mariana (1993). Diana Laura morreu de câncer pancreático em 18 de novembro de 1994.
Ele se juntou ao Partido Revolucionário Institucional em 1968 e foi eleito deputado em 1985 e senador mais tarde, em 1988. Ele foi presidente nacional do PRI de 1988 a 1992. Durante seu mandato, o PRI reconheceu pela primeira vez que uma derrota em uma eleição governamental, neste caso o estado de Baja California em 1989, foi eleito Ernesto Ruffo appel PAN candidato do Partido da Ação Nacional, como o primeiro governador não-PRI.
Chamado pelo presidente Carlos Salinas de Gortari passou a fazer parte do gabinete presidencial em 13 de abril de 1992, Luis Donaldo Colosio tornou-se secretário de Desenvolvimento Social, substituindo o candidato a governador de Veracruz, Patricio Chirinos Calero. Colosio participou activamente na sucessão presidencial de Salinas, juntamente com dois candidatos fortes; Pedro Aspe Armella, o secretário do Tesouro, e Manuel Camacho Solis, chefe do Departamento do Distrito Federal, que quebrou as regras não escritas da sucessão presidencial no México ao se recusar a expressar publicamente apoio a Colosio, que foi nomeado candidato à Presidência a República em 28 de novembro de 1993.

## Campanha para presidente
Depois de um começo lento, com os holofotes enfocando as negociações do ex-ministro das Relações Exteriores, Manuel Camacho, com os guerrilheiros do EZLN, Colosio apareceu para obter o tradicional apoio da máquina política do PRI. Como todos os candidatos presidenciais anteriores do PRI, ele foi saudado por grandes multidões ao longo de sua campanha presidencial, embora a diminuição da popularidade do PRI significasse alguma redução no entusiasmo inicial.

### Discurso em 6 de março de 1994
Em 6 de março de 1994, aniversário do Partido Revolucionário Institucional (PRI), Colosio fez um discurso polêmico, mas popular, em frente ao Monumento à Revolução Mexicana. Nele, ele falou de comunidades indígenas, abuso do governo e independência do povo do governo, todas as questões importantes em um momento em que os zapatistas faziam declarações semelhantes. O discurso é amplamente considerado o momento em que Colosio rompeu com o então presidente Carlos Salinas de Gortari.

### Camacho vs Colosio
Desde que a constituição do México permite que os presidentes permaneçam no poder por apenas um mandato, e como presidentes de governo extralegais (até Salinas) escolheram seus próprios sucessores (a primeira eleição primária do partido na história ocorreu em 1999), Colosio aparentemente continuou a gozar do presidente, expresso em sua célebre declaração No se hagan bolas: el candidato es Colosio ("Não se confunda: Colosio é o candidato").
A declaração de Salinas foi motivada por rumores persistentes de que Camacho, altamente visível, substituiria Colosio, que não estava indo bem em sua campanha. Camacho deixou a especulação crescer por algum tempo, mas acabou declarando que ele não iria concorrer ao cargo, concentrando sua atenção na rebelião de Chiapas. No dia seguinte ao depoimento de Camacho, Colosio foi morto.

## Assassinato
Depois de um início de campanha afetada pelos efeitos da elevação do Exército Zapatista de Libertação Nacional em Chiapas em 1 de Janeiro de 1994, Luis Donaldo Colosio Murrieta chegou em 23 de março daquele ano, em torno de 16:05, Tempo Pacific Abelardo L. Rodriguez para Tijuana, Baja California aeroporto.
O primeiro lugar para visitar seria a colônia populares Tourada Hills, um dos muitos assentamentos informais na cidade de Tijuana. Em uma esplanada inclinada na rua La Punta, um santuário improvisado, montado sobre um caminhão foi colocado.
Cerca de 4 mil pessoas se reuniram para ver o candidato no chamado «Unity Act»; Quatro oradores locais participaram antes de Luis Donaldo Colosio encerrar o evento com seu discurso.
Por volta das 17h (horário do Pacífico), Colosio desceu do templo cercado por uma pequena escolta pessoal.
Às 17:12 pm, quando Colosio tinha andado meia treze metros e na esplanada, um dos participantes do rali penetrou a cerca de segurança, colocou um revólver Taurus .38 perto da orelha direita do candidato e disparou. Um segundo tiro atingiu Colosio no abdômen, que caiu no chão inconsciente, com a cabeça sangrando. No meio da confusão, o grupo de segurança capturaram um homem de cerca de 25, de construção magra, pele escura e cabelos encaracolados, vestindo jeans e uma jaqueta preta.
Elementos de segurança levantaram Colosio e o levaram para seu caminhão. Às 17h20, o candidato foi admitido inconsciente no Departamento de Emergência do Hospital Geral de Tijuana. Eles "fizeram várias manobras para tentar salvar a vida do paciente, mas médica e clinicamente era impossível pela gravidade do ferimento na cabeça. No entanto todos os esforços humanos e médicos foram feitos, e Luis Donaldo Colosio morreu", em 18:55 horas de 23 de marco de 1994.
O suposto atirador, identificado como Mario Aburto Martinez, de 22 anos, era natural de Michoacán e estabeleceu-se por oito anos em Tijuana, e foi detido imediatamente por aqueles em torno do candidato no momento do ataque, e foi disponibilizado para as autoridades. Mario Aburto seria interrogado por Manlio Fabio Beltrones na noite do assassinato. Mario Aburto foi apresentado à imprensa e nestes dias tinha um corte de cabelo curto.
Diferentes versões indicam a existência de uma conspiração de Estado, no entanto, a versão oficial indica apenas a participação Mario Aburto no homicidio.

## Após sua morte
Com apenas quatro meses antes da eleição, o PRI se viu em apuros ao não cumprir a exigência constitucional de que qualquer candidato presidencial pode exercer cargos públicos durante os seis meses anteriores ao dia da eleição; isso imediatamente desqualificou todo o gabinete, onde a maioria dos possíveis substitutos estavam. Entre os poucos potenciais candidatos disponíveis, Carlos Salinas de Gortari, que ponto como o instigador do assassinato muitos, finalmente escolheu Ernesto Zedillo Ponce de Leon, que renunciou ao cargo de Secretário de Educação Pública para servir como coordenador da campanha de Colosio . Este golpe de sorte para Zedillo, levantou ainda mais rumores da confabulação.
Seis meses depois, em 28 de setembro de 1994, o cunhado de Salinas de Gortari, José Francisco Ruiz Massieu, ex-governador de Guerrero Estado e secretário-geral do PRI, também foi morto na Cidade do México, eliminando, assim, dois dos mais chefes visíveis e poderosos do PRI no México, Colosio e Ruiz Massieu. Finalmente, Zedillo foi eleito presidente, tornando-se o último presidente de uma seqüência de 73 anos durante a qual todos os presidentes do México haviam sido eleitos pelo PRI.
Meses após o assassinato de Colosio, sua esposa, Diana Laura Riojas, morreu de câncer pancreático.